# Primera División (Argentinië)
De Primera División ('Eerste Divisie') is de hoogste voetbalcompetitie van Argentijns voetbal. De competitie wordt georganiseerd door de Argentijnse voetbalbond AFA. De vierentwintig (2019/2020) clubs spelen een complete competitie om te bepalen wie zich landskampioen van Argentinië mag noemen. De twee clubs met de slechtste resultaten over de laatste drie seizoenen op het hoogste niveau degraderen direct aan het eind van het seizoen. De club die daar achter volgt speelt promotie/degradatie play-offs.
In 2021 werd de competitie door de IFFHS uitgeroepen tot nummer negen van sterkste nationale competities ter wereld en de tweede van Zuid-Amerika.

## Geschiedenis
Betaald voetbal begon in 1931. Tot en met 1966 werd een jaarlijks een gewone competitie gespeeld. In 1967 werden twee competities ingesteld: de Metropolitano voor Buenos Aires en de Campeonato voor geheel Argentinië. Door deze toevoeging konden de teams uit de provincie de macht van de Grote Vijf breken: Estudiantes, Vélez Sarsfield, Chacarita. In 1970 ontstonden twee gescheiden competities: Nacional en Metropolitano. Na diverse wijzigingen in het systeem zijn er nu twee landskampioenen uit de twee gescheiden competities.

### Promotie en degradatie
Aan het eind van elk seizoen degraderen de twee teams met de slechtste resultaten van de laatste drie seizoenen. De winnaars van de Zone A en B van de Primera B Nacional promeveren direct. De nummers 2 tot en met 4 van de Zone A en B spelen play-offs, tegen de club met het op 2 na slechtste resultaat van de laatste drie seizoenen op hoogste niveau, om het derde promotieticket. Gepromoveerde teams bouwen hun gemiddelde op na hun promotie. Het systeem van middelen over drie jaar heeft tot gevolg, waarschijnlijk bedoeld, dat grote namen minder gemakkelijk degraderen. Het is ingevoerd na de degradatie van San Lorenzo in 1980, en heeft Racing Club en Boca Juniors gered van degradatie na een enkel slecht seizoen. Echter in 2011 degradeerde 33-voudig landskampioen River Plate. In de zomer van 2013 degradeerde ook 14-voudig landskampioen Independiente.

### Internationale wedstrijden
Van oudsher mocht Argentinië twee teams inschrijven in de Copa Libertadores. Nu dit toernooi is uitgebreid (gelijk de Champions League) mag Argentinië vijf teams leveren, plus drie voor de Copa Sudamericana (UEFA Cup). Argentijnse teams zijn goed vertegenwoordigd in de lijst van winnaars van de Copa Libertadors.

## Landskampioenen
- 1931 Boca Juniors
- 1932 River Plate
- 1933 San Lorenzo de Almagro
- 1934 Boca Juniors
- 1935 Boca Juniors
- 1936 River Plate
- 1937 River Plate
- 1938 Independiente
- 1939 Independiente
- 1940 River Plate
- 1941 River Plate
- 1942 River Plate
- 1943 Boca Juniors
- 1944 Boca Juniors
- 1945 River Plate
- 1946 San Lorenzo de Almagro
- 1947 River Plate
- 1948 Independiente
- 1949 Racing Club
- 1950 Racing Club
- 1951 Racing Club
- 1952 River Plate
- 1953 River Plate
- 1954 Boca Juniors
- 1955 River Plate
- 1956 River Plate
- 1957 River Plate
- 1958 Racing Club
- 1959 San Lorenzo de Almagro
- 1960 Independiente
- 1961 Racing Club
- 1962 Boca Juniors
- 1963 Independiente
- 1964 Boca Juniors
- 1965 Boca Juniors
- 1966 Racing Club
- 1967M Estudiantes de La Plata
- 1967N Independiente
- 1968M San Lorenzo de Almagro
- 1968N CA Vélez Sarsfield
- 1969M Chacarita Juniors
- 1969N Boca Juniors
- 1970M Independiente
- 1970N Boca Juniors
- 1971M Independiente
- 1971N Rosario Central
- 1972M San Lorenzo de Almagro
- 1972N San Lorenzo de Almagro
- 1973M Huracán
- 1973N Rosario Central
- 1974M Newell's Old Boys
- 1974N San Lorenzo de Almagro
- 1975M River Plate
- 1975N River Plate
- 1976M Boca Juniors
- 1976N Boca Juniors
- 1977M River Plate
- 1977N Independiente
- 1978M Argentino de Quilmes
- 1978N Independiente
- 1979M River Plate
- 1979N River Plate
- 1980M River Plate
- 1980N Rosario Central
- 1981M Boca Juniors
- 1981N River Plate
- 1982M Estudiantes de La Plata
- 1982N Quilmes AC
- 1983M Independiente
- 1983N Estudiantes de La Plata
- 1984M Argentinos Juniors
- 1984N Quilmes AC
- 1985N Argentinos Juniors
- 85/86 River Plate
- 86/87 Rosario Central
- 87/88 Newell's Old Boys
- 88/89 Independiente
- 89/90 River Plate
- 90/91C Newell's Old Boys
- 1991A River Plate
- 1992C Newell's Old Boys
- 1992A Boca Juniors
- 1993C CA Vélez Sarsfield
- 1993A River Plate
- 1994C Independiente
- 1994A River Plate
- 1995C San Lorenzo de Almagro
- 1995A CA Vélez Sarsfield
- 1996C CA Vélez Sarsfield
- 1996A River Plate
- 1997C River Plate
- 1997A River Plate
- 1998C CA Vélez Sarsfield
- 1998A Boca Juniors
- 1999C Boca Juniors
- 1999A River Plate
- 2000C River Plate
- 2000A Boca Juniors
- 2001C San Lorenzo de Almagro
- 2001A Racing Club
- 2002C River Plate
- 2002A Independiente
- 2003C River Plate
- 2003A Boca Juniors
- 2004C River Plate
- 2004A Newell's Old Boys
- 2005C CA Vélez Sarsfield
- 2005A Boca Juniors
- 2006C Boca Juniors
- 2006A Estudiantes de La Plata
- 2007C San Lorenzo de Almagro
- 2007A Lanús
- 2008C River Plate
- 2008A Boca Juniors
- 2009C CA Vélez Sarsfield
- 2009A Banfield
- 2010C Argentinos Juniors
- 2010A Estudiantes de La Plata
- 2011C CA Vélez Sarsfield
- 2011A Boca Juniors
- 2012C Arsenal
- 2012I CA Vélez Sarsfield
- 2013F Newell's Old Boys
- 2012/13 CA Vélez Sarsfield
- 2013I San Lorenzo de Almagro
- 2014F River Plate
- 2014T Racing Club
- 2015 Boca Juniors
- 2016 Lanús
- 2016-17 Boca Juniors
- 2017-18 Boca Juniors
- 2018-19 Racing Club
- 2019-20 Boca Juniors
- 2020 afgelast
- 2021 River Plate
- 2022 Boca Juniors

## Titels per club
| Club                           | Stad            | Titels | Seizoenen (1891-2021) |
| ------------------------------ | --------------- | ------ | --- |
| River Plate                    | Buenos Aires    | 37     | 1920, 1932, 1936, 1936-Oro, 1937, 1941, 1942, 1945, 1947, 1952, 1953, 1955, 1956, 1957, 1975-Metropolitano, 1975-Nacional, 1977-Metropolitano, 1979-Metropolitano, 1979-Nacional, 1980-Metropolitano, 1981-Nacional, 1985/86, 1989/90, 1991-Apertura, 1993-Apertura, 1994-Apertura, 1996-Apertura, 1997-Clausura, 1997-Apertura, 1999-Apertura, 2000-Clausura, 2002-Clausura, 2003-Clausura, 2004-Clausura, 2008-Clausura, 2014-Torneo Final, 2021 |
| Boca Juniors                   | Buenos Aires    | 35     | 1919, 1920, 1923, 1924, 1926, 1930, 1931, 1934, 1935, 1940, 1943, 1944, 1954, 1962, 1964, 1965, 1969 Nacional, 1970 Nacional, 1976 Metropolitano, 1976 Nacional, 1981 Metropolitano, 1992-Apertura, 1998-Apertura, 1999-Clausura, 2000-Apertura, 2003-Apertura, 2005-Apertura, 2006-Clausura, 2008-Apertura, 2011-Apertura, 2015-Apertura, 2016-17, 2017/18, 2019/20, 2021/21                                                                      |
| Racing Club de Avellaneda      | Avellaneda      | 18     | 1913, 1914, 1915, 1916, 1917, 1918, 1919, 1921, 1925, 1949, 1950, 1951, 1958, 1961, 1966, 2001 (Apertura), 2014, 2018/19 |
| Independiente                  | Avellaneda      | 16     | 1922 [A], 1926, 1938, 1939, 1948, 1960, 1963, 1967 [N], 1970 [M], 1971 [M], 1977 [N], 1978 [N], 1983 [M], 1988–89, 1994 [C], 2002 [A] |
| San Lorenzo                    | Buenos Aires    | 15     | 1923, 1924, 1927, 1933, 1936 (Copa de Honor), 1946, 1959, 1968 Metropolitano, 1972 Metropolitano, 1972 Nacional, 1974 Nacional, 1995 Clausura, 2001 Clausura, 2007 Clausura, 2013 Inicial |
| CA Vélez Sarsfield             | Buenos Aires    | 10     | 1968 (Nacional), 1993 (Clausura), 1995 (Apertura), 1996 (Clausura), 1998 (Clausura), 2005 (Clausura), 2009 (Clausura), 2011 (Clausura), 2012 (Inicial), 2012/13 (Primera División) |
| Alumni Athletic Club           | Buenos Aires    | 10     | 1900, 1901, 1902, 1903, 1905, 1906, 1907, 1909, 1910, 1911 |
| CA Newell's Old Boys           | Rosario         | 6      | 1974 Metropolitano, 1987, 1990, 1992 Clausura, 2004 Apertura, 2013 Final |
| Estudiantes de La Plata        | La Plata        | 6      | 1913 FAF, 1967 Metropolitano, 1982 Metropolitano, 1983 Nacional, 2006 Apertura, 2010 Apertura |
| Huracán                        | Buenos Aires    | 5      | 1921, 1922, 1925, 1928, 1973 (M) |
| Lomas Athletic                 | Lomas de Zamora | 5      | 1893, 1894, 1895, 1897, 1898 |
| Rosario Central                | Rosario         | 4      | 1971 Nacional, 1973 Nacional, 1980 Nacional, 1987 |
| Argentinos Juniors             | Buenos Aires    | 3      | 1984 Metropolitano, 1985 Nacional, 2010 Clausura |
| Belgrano                       | Buenos Aires    | 3      | 1899, 1904, 1908 |
| Ferro Carril Oeste             | Buenos Aires    | 2      | 1982 Nacional, 1984 Nacional |
| Quilmes                        | Quilmes         | 2      | 1912, 1978 Metropolitano |
| CA Lanús                       | Lanús           | 2      | 2007 Apertura, 2016 |
| Porteño                        | San Vicente     | 2      | 1912 FAF, 1914 FAF |
| Estudiantil Porteño            | Ramos Mejía     | 2      | 1931, 1934 |
| Gimnasia y Esgrima de La Plata | La Plata        | 1      | 1929 |
| Chacarita Juniors              | Buenos Aires    | 1      | 1969 Metropolitano |
| CA Banfield                    | Banfield        | 1      | 2009 Apertura |
| Lomas Academy                  | Lomas de Zamora | 1      | 1896 |
| Arsenal de Sarandí             | Sarandí         | 1      | 2012 Clausura |
| Sportivo Dock Sud              | Dock Sud        | 1      | 1933 |
| Barracas                       | Buenos Aires    | 1      | 1932 |
| Old Caledonians                | Buenos Aires    | 1      | 1891 |
| St. Andrews                    | Buenos Aires    | 1      | 1891 |

## Seizoenen eerste klasse

### Amateurtijdperk (1891-1934)
| Club                                                                                       | /43 | Periode                                          |
| ------------------------------------------------------------------------------------------ | --- | ------------------------------------------------ |
| Estudiantes Buenos Aires                                                                   | 31  | 1904-1934                                        |
| Quilmes                                                                                    | 27  |                                                  |
| CA San Isidro                                                                              | 26  |                                                  |
| CA Porteño                                                                                 | 24  |                                                  |
| CA River Plate                                                                             | 22  | 1909-1930                                        |
| CA Banfield                                                                                | 21  | 1897-1898, 1913-1917, 1921-1924, 1926-1934       |
| Belgrano Athletic                                                                          | 21  |                                                  |
| Lomas Athletic                                                                             | 21  |                                                  |
| Argentino de Quilmes                                                                       | 21  | 1906-1910, 1913, 1915-1918, 1922-1925, 1927-1934 |
| Estudiantil Porteño, Racing Club                                                           | 20  |                                                  |
| CA Atlanta                                                                                 | 19  | 1912-1930                                        |
| Estudiantes de La Plata                                                                    | 19  |                                                  |
| CA Independiente                                                                           | 19  | 1912-1930                                        |
| CA Boca Juniors                                                                            | 18  | 1913-1930                                        |
| Defensores de Belgrano                                                                     | 18  |                                                  |
| CA Platense                                                                                | 18  | 1913-1930                                        |
| Club Almagro                                                                               | 17  |                                                  |
| Huracán                                                                                    | 17  | 1914-1930                                        |
| CA Tigre                                                                                   | 17  |                                                  |
| Ferro Carril Oeste                                                                         | 16  |                                                  |
| CA San Lorenzo de Almagro                                                                  | 16  | 1915-1930                                        |
| Sportivo Barracas                                                                          | 16  |                                                  |
| Gimnasia y Esgrima de La Plata                                                             | 15  | 1916-1930                                        |
| Alumni Athletic Club                                                                       | 14  | 1893, 1895, 1900-1911                            |
| CA Barracas Central, Sportivo Buenos Aires                                                 | 14  |                                                  |
| Club El Porvenir                                                                           | 12  | 1921-1925, 1928-1938                             |
| Colegiales, Sportivo Palermo, Talleres (RdE), Vélez Sarsfield                              | 12  |                                                  |
| Argentino de Banfield                                                                      | 11  |                                                  |
| CA Lanús                                                                                   | 11  |                                                  |
| CA Nueva Chicago, Club San Fernando                                                        | 10  |                                                  |
| Argentinos Juniors                                                                         | 9   |                                                  |
| Barracas Athletic                                                                          | 9   |                                                  |
| CA Excursionistas                                                                          | 9   | 1925-1934                                        |
| Argentino del Sud                                                                          | 8   | 1923-1930                                        |
| Gimnasia y Esgrima de Buenos Aires                                                         | 8   | 1910-1917                                        |
| Liberal Argentino                                                                          | 8   | 1924-1928, 1932-1934                             |
| CA Palermo                                                                                 | 8   |                                                  |
| Del Plata, CA Temperley                                                                    | 7   |                                                  |
| CA All Boys, Flores, Columbian, Reformer                                                   | 6   |                                                  |
| Alvear, Boca Alumni, Chacarita Juniors, General San Martín, Progresista, Sportivo Dock Sud | 5   |                                                  |
| Comercio, Kimberley (BA), CA Los Andes, Platense (Retiro), San Martín Athletic             | 4   |                                                  |
| Lanús Athletic                                                                             | 3   | 1897-1899                                        |
| wq Athletic, Sportsman                                                                     | 3   |                                                  |
| Buenos Aires Railway                                                                       | 2   | 1891, 1893                                       |
| Lomas Academy                                                                              | 12  | 1895-1896                                        |
| Palermo Athletic                                                                           | 2   |                                                  |
| Saint Andrew's                                                                             | 2   | 1891, 1894                                       |
| Acassuso, Sportivo Alsina, Sportivo Argentina, Sportivo Dock Sud, Universal                | 2   |                                                  |
| Belgrano FC                                                                                | 1   | 1891                                             |
| Buenos Aires FC                                                                            | 1   | 1891                                             |
| Asociación Atlética Eureka                                                                 | 1   | 1919                                             |
| Ferrocarril Sud                                                                            | 1   | 1913                                             |
| Gutenberg (LP)                                                                             | 1   | 1934                                             |
| Club Honor y Patria                                                                        | 1   | 1930                                             |
| Old Caledonians                                                                            | 1   | 1891                                             |
| Olivos                                                                                     | 1   | 1913                                             |
| Quilmes Club                                                                               | 1   | 1893                                             |
| Quilmes Rovers                                                                             | 1   | 1895                                             |
| Ramsar Sport Club                                                                          | 1   | 1934                                             |
| Riachuelo                                                                                  | 1   | 1913                                             |
| Rosario Athletic                                                                           | 1   | 1894                                             |
| CA San Telmo                                                                               | 1   |                                                  |
| Sportivo Balcarce                                                                          | 1   | 1926                                             |
| Sportivo Italiano                                                                          | 1   |                                                  |
| Tiro Federal (R)                                                                           | 1   |                                                  |
| United Banks                                                                               | 1   | 1898                                             |

### Proftijdperk
Clubs die vetgedrukt staan spelen in 2025 in de hoogste klasse.
| Club                             | Stad                  | /96 | Periode (1931-2025)                                                                                           |
| -------------------------------- | --------------------- | --- | --- |
| Boca Juniors                     | Buenos Aires          | 96  | 1931-.... |
| Independiente                    | Avellaneda            | 95  | 1931-2013, 2014-....                                                                                          |
| River Plate                      | Buenos Aires          | 95  | 1931-2011, 2012-....                                                                                          |
| San Lorenzo de Almagro           | Buenos Aires          | 95  | 1931-1981, 1983-....                                                                                          |
| Estudiantes de La Plata          | La Plata              | 94  | 1931-1953, 1955-1994, 1995-....                                                                               |
| Racing Club de Avellaneda        | Avellaneda            | 93  | 1931-1983, 1986-....                                                                                          |
| Vélez Sarsfield                  | Buenos Aires          | 93  | 1931-1940, 1944-....                                                                                          |
| Gimnasia y Esgrima de La Plata   | La Plata              | 85  | 1931-1943, 1945, 1948-1951, 1953-1979, 1985-2011, 2013-....                                                   |
| Newell's Old Boys                | Rosario               | 85  | 1939-1960, 1964-....                                                                                          |
| Huracán                          | Buenos Aires          | 83  | 1931-1986, 1990-1999, 2000-2003, 2004-2005, 2007-2011, 2015-....                                              |
| Rosario Central                  | Rosario               | 81  | 1939-1941, 1943-1950, 1952-1984, 1986-2010, 2013-....                                                         |
| Argentinos Juniors               | Buenos Aires          | 74  | 1931-1937, 1956-1996, 1997-2002, 2004-2014, 2015-2016, 2017-....                                              |
| Lanús                            | Lanús                 | 73  | 1931-1949, 1951-1961, 1965-1970, 1972, 1977, 1990-1991, 1992-....                                             |
| Ferro Carril Oeste               | Buenos Aires          | 63  | 1931-1946, 1949-1957, 1959-1962, 1964-1968, 1971-1977, 1979-2000                                              |
| Platense                         | Florida               | 60  | 1931-1955, 1965-1971, 1977-1999, 2022-....                                                                    |
| Banfield                         | Banfield              | 56  | 1940-1944, 1947-1954, 1963-1972, 1974-1978, 1987-1988, 1993-1997, 2000-2012, 2014-....                        |
| Chacarita Juniors                | Villa Maipú           | 55  | 1931-1940, 1942-1956, 1960-1979, 1984-1986, 1999-2004, 2009-2010, 2017-2018                                   |
| Atlanta                          | Buenos Aires          | 44  | 1931-1933, 1935-1947, 1949-1952, 1957-1979, 1984                                                              |
| Colón                            | Santa Fe              | 44  | 1966-1981, 1995-2014, 2015-2023                                                                               |
| Tigre                            | Victoria              | 40  | 1931-1933, 1935-1942, 1946-1950, 1954-1958, 1968, 1980, 2007-2019, 2022-....                                  |
| Unión de Santa Fe                | Santa Fe              | 40  | 1967, 1969-1970, 1975-1988, 1989-1992, 1996-2003, 2011-2013, 2015-....                                        |
| Quilmes AC                       | Quilmes               | 32  | 1931-1933, 1935-1937, 1950-1951, 1962, 1966-1970, 1976-1980, 1982, 1991-1992, 2003-2007, 2010-2011, 2012-2017 |
| Talleres de Córdoba              | Córdoba               | 29  | 1980-1984, 1985-1993, 1994-1995, 1998-2004, 2016-....                                                         |
| Belgrano                         | Córdoba               | 22  | 1985, 1991-1996, 1998-2002, 2006-2007, 2011-2019, 2023-....                                                   |
| Arsenal                          | Sarandí               | 21  | 2002-1018, 2019-2023                                                                                          |
| Godoy Cruz                       | Mendoza               | 19  | 2006-2007, 2008-....                                                                                          |
| Deportivo Español                | Buenos Aires          | 15  | 1967, 1985-1998                                                                                               |
| Instituto de Córdoba             | Córdoba               | 15  | 1981-1990, 1999-2000, 2004-2006, 2023-....                                                                    |
| Olimpo                           | Bahía Blanca          | 13  | 2002-2006, 2007-2008, 2010-2012, 2013-2018                                                                    |
| Temperley                        | Temperley             | 12  | 1975-1977, 1983-1987, 2015-2018                                                                               |
| All Boys                         | Buenos Aires          | 12  | 1973-1980, 2010-2014                                                                                          |
| Defensa y Justicia               | Florencio Varela      | 12  | 2014-.... |
| Atlético Tucumán                 | San Miguel de Tucumán | 11  | 2009-2010, 2016-....                                                                                          |
| Gimnasia y Esgrima de Jujuy      | San Salvador de Jujuy | 10  | 1994-2000, 2005-2009                                                                                          |
| Sarmiento                        | Junín                 | 10  | 1981-1982, 2015-2017, 2021-....                                                                               |
| San Martín de San Juan           | San Juan              | 9   | 2007-2008, 2011-2013, 2015-2019, 2025-....                                                                    |
| Racing de Córdoba                | Córdoba               | 9   | 1982-1990 |
| Aldovisi                         | Mar del Plata         | 8   | 2015-2017, 2018-2022, 2025-....                                                                               |
| Atlético de Rafaela              | Rafaela               | 8   | 2003-2004, 2011-2017                                                                                          |
| Patronato                        | Paraná                | 7   | 2016-2022 |
| Deportivo Mandiyú                | Corrientes            | 7   | 1988-1995 |
| Nueva Chicago                    | Buenos Aires          | 7   | 1982-1983, 2001-2004, 2006-2007, 2015                                                                         |
| Talleres de Remedios de Escalada | Remedios de Escalada  | 7   | 1931-1933, 1935-1938                                                                                          |
| CA Los Andes                     | Lomas de Zamora       | 6   | 1961, 1968-1971, 2000-2001                                                                                    |
| Central Córdoba                  | Santiago del Estero   | 6   | 2019-.... |
| Barracas Central                 | Buenos Aires          | 4   | 2022-.... |
| San Martín de Tucumán            | San Miguel de Tucumán | 4   | 1988-1989, 1992-1993, 2008-2009, 2018-2019                                                                    |
| Club Almagro                     | Buenos Aires          | 3   | 1938, 2000-2001, 2004-2005                                                                                    |
| Independiente Rivadavia          | Mendoza               | 2   | 2024-.... |
| Deportivo Riestra                | Buenos Aires          | 2   | 2024-.... |
| Central Córdoba de Rosario       | Rosario               | 2   | 1958-1959 |
| Chaco For Ever                   | Resistencia           | 2   | 1989-1991 |
| Deportivo Armenio                | Ingeniero Maschwitz   | 2   | 1987-1989 |
| Gimnasia y Tiro                  | Salta                 | 2   | 1993-1994, 1997-1998                                                                                          |
| Crucero del Norte                | Posadas               | 1   | 2015 |
| CA Huracán Corrientes            | Corrientes            | 1   | 1996-1997 |
| Huracán de Tres Arroyos          | Tres Arroyos          | 1   | 2004-2005 |
| Argentino de Quilmes             | Quilmes               | 1   | 1939 |
| Deportivo Morón                  | Morón                 | 1   | 1969 |
| Estudiantes de Buenos Aires      | Buenos Aires          | 1   | 1978 |
| San Telmo                        | Buenos Aires          | 1   | 1976 |
| Deportivo Italiano               | Ciudad Evita          | 1   | 1986-1987 |
| Tiro Federal                     | Rosario               | 1   | 2005-2006 |

## Records
- De Paraguayaan Arsenio Erico (Independiente) is over het geheel topscorer met 293 goals in 332 wedstrijden in de periode 1934 - 1947. Hij heeft ook het seizoensrecord met 47 doelpunten in 1937.
- Diego Maradona van Argentinos Juniors was vijfmaal topscorer: 1978M, 1979M, 1979N, 1980M, 1980N.